# Сельцер, Ариэль
Ариэль Херардо Сельцер (исп. Ariel Gerardo Seltzer; родился 3 января 1981 года, Итусайнго, Аргентина) — аргентинский футболист, защитник.

## Клубная карьера
Сельцер воспитанник клуба «Архентинос Хуниорс». В 2000 году он дебютировал в аргентинской Примере. В 2006 году интерес к Ариэлю проявлял израильский «Бейтар», так как дед Сельцера был евреем, но переход сорвался. За «Хуниорс» Ариэль выступал на протяжении восьми сезонов сыграв более 100 матчей. В 2008 году он перешёл в «Индепендьенте Ривадавия» из второго дивизиона. 9 августа в матче против «Тиро Федераль» Сельцер дебютировал за новую команду.
В 2011 году Ариэль перешёл в «Хувентуд Унида Университарио», клуб одной из низших лигу Аргентины.

## Международная карьера
В 2001 году в составе молодёжной сборной Аргентины Сельцер стал победителем домашнего молодёжного Чемпионата мира.

## Достижения
Международные
 Аргентина (до 20)
- Чемпионат мира по футболу среди молодёжных команд — 2001